# Camino Natural de Carballeda de Avia
El Camino Natural de Carballeda de Avia es un itinerario perteneciente a la Red de Caminos Naturales de España, un proyecto desarrollado por el Ministerio de Agricultura, Pesca y Alimentación, que se encarga de la recuperación de antiguas infraestructuras relacionadas con el transporte y la comunicación, que actualmente se encuentran en desuso o en estado de abandono, para su uso senderista y ciclista.
Este Camino Natural atraviesa el espacio natural protegido más grande de Galicia, y transcurre a través de grandes estructuras de granito, viejos molinos, como los de Veronza, y campos de cultivo, donde la vid cobra protagonismo, hasta los montes de la sierra del Faro.

## Localización
Este Camino Natural recorre la sierra orensana de Peña Corneira, con una distancia de 18 kilómetros, atravesando el término municipal de Carballeda de Avia, dentro de la comarca de O Ribeiro. Situada dentro de la zona noroeste de Orense, esta zona se caracteriza por el cultivo de la vid con el que elaboran los vinos denominación de origen Ribeiro.
La comarca está marcada por el río Miño, que la atraviesa de lado a lado, a través de sus afluentes, Avia y Arnoya. En Ribadavia, el Avia confluye en el Miño, bajando por la sierra del Suído, delimitando las provincias de Orense y Pontevedra, y el río Arnoya, se une por la izquierda, tras casi 85 km de longitud.

## Descripción por tramos

### Tramos Habilitados
Este Camino cuenta con un solo tramo principal y con un ramal. 

#### Tramo de A Veronza hasta A Portela
El camino principal, de un poco más de 13 km, comienza en el área de descanso de los molinos de A Veronza y discurre entre molinos y campos de cultivo hasta el área del Curro del Faro das Laceiras, en A Portela do Pau.
El municipio de Carballeda está relacionado históricamente con la comarca desde tiempos de la cultura castreña y los asentamientos romanos y suevos, hasta la Edad Media y los dominios de eclesiásticos de los monasterios de Celanova, Osera o Melón.
Desde el núcleo urbano se va hasta el área de descanso de A Veronza, donde da comienzo la ruta, y donde se encuentra la iglesia de San Miguel, y su capilla de San Lorenzo. En el área de descanso, hay una serie de molinos restaurados, signo de identidad de la zona. Desde aquí, el Camino Natural va pegado al margen del Gateira a través de bosques de ribera, zonas de cultivo, viñas y pinares, hasta llegar a una carretera. Aquí parte un pequeño camino que va hasta Muimenta y su iglesia románica.
Durante este tramo se pueden observar al margen del río ejemplares de sauces y alisos, entremezclados con alcornoques y madroños. En el interior del bosque destacan los robles, y los rebollos, además de varios ejemplares de castaños, que van desapareciendo en favor de los pinos silvestres conforme se va cogiendo altura.
El Camino sigue en dirección al Curro del Faro das Laceiras, pasando por uno de los molinos más antiguos de la comarca. Estas obras de ingeniería denotan el uso del granito en la zona, típicos de la Sierra de Pena Corneira. Ya en el área de descanso de Abelenda, junto a varios molinos restaurados, sale el ramal que lleva hasta Pena Corneira.
El Camino principal continúa cruzando el arroyo por un puente dirección a A Sariña, cruzando algunas aldeas, como Fermosas. Conforme se llega al Curro, el Camino comienza un ascenso por pistas forestales que van cambiando su flora a matorrales y pinos silvestres. El tramo termina en la cima, en el Curro del Faro das Laceiras, a más de 1.000 metros de altura.

#### Ramal de Abelenda hasta Pena Corneira
Este ramal, de 5 kilómetros, parte del área de descanso de Abelenda hacia el norte, llegando a Pena Corneira. Comienza con una subida, en la que el viejo puede aprovechar a visitar la iglesia de San Andrés en un desvío. El edificio, relacionado con los templarios, cuenta con un crucero del siglo XVII y un yacimiento romano. Sigue la ruta por bosques, atravesando Faramontaos por su parte superior, hasta llegar a una zona de descanso. Continúa el Camino hasta Pena Corneira, un bloque de granito de 10 metros de altura, que da nombre a la sierra.
El ramal finaliza aquí aunque bajando siguiendo la carretera, a la derecha, está el área recreativa de A Lama, ya en el municipio de Leiro, donde se ubica una iglesia románica homónima, y del que parte un sendero que va hasta el mirador Outeiro.

## Otros datos de interés

### El viñedo
Los límites provinciales de Orense y Pontevedra están ligados a la producción de vino de manera histórica. La denominación de origen Ribeiro tiene su cuna en esta zona. La orografía y las condiciones climáticas de la zona, resguardan los cultivos de los vientos y temperaturas extremas, favoreciendo el cultivo de las uvas.
El cultivo de la uva en esta zona ha sido la principal fuente de riqueza de los municipios a lo largo de la historia. El cultivo de la vid en ella data del siglo III a. C. donde el historiador Estrabón ya hablaba de su producción. Su época de apogeo fue durante la Edad Media, donde se tomó como principal fuente de ingresos de la zona. Aquí, los monasterios jugaron un papel clave, concretamente la orden del Císter.
En el siglo XV y XVI vivió su época de mayor esplendor, con las exportaciones por Flandes, Bretaña francesa e Inglaterra, llegando incluso a usarse como trueque en el comercio del paño y del oro. Ya en el siglo XVIII, comenzó su decadencia con la entrada de competencia por parte de caldos más económicos de otras zonas como La Rioja o Castilla. En el silo XIX, y debido a plagas como el oídium y la filoxera, muchos de los trabajadores del campo emigraron buscando oportunidad a otras tierras.
En la actualidad, el cultivo en la zona se ha visto aumentado con la producción de variedades autóctonas, sobre todo de la uva blanca treixadura.